# If I Ever Lose My Faith in You
Singles de Sting
It's Probably Me
(1993) Seven Days
(1993)
If I Ever Lose My Faith in You est un single de Sting sorti en 1993, issu de l'album Ten Summoner's Tales.
La chanson se classe numéro un au Canada et permet à Sting de remporter le Grammy Award du meilleur chanteur pop en 1994.
Dans une interview pour The Independent en 1994, Sting rapporte que « la chanson m'a valu un prix, c'était le disque le plus joué à la radio aux États-Unis en 1993, ce qui m'a un peu surpris. Mais j'imagine qu'elle a capté un état d'esprit. Nous avons perdu confiance en beaucoup d'institutions, notre gouvernement, nos églises, en la plupart des choses. Et pourtant, nous conservons toujours un espoir pour l'avenir ».